# The Gene Generation
The Gene Generation ist ein Endzeitfilm aus dem Jahr 2007 von Pearry Reginald Teo mit Bai Ling, Parry Shen, Faye Dunaway und Alec Newman in den Hauptrollen.

## Handlung
In einer futuristischen Zukunft steht die Menschheit kurz vor dem Aussterben.
In der Stadt Olympia entwickelt Dr. Josephine Hayden den sogenannten Transcoder, mit dem sich menschliche DNA neu konfigurieren lässt.
Bei einem missglückten Experiment mutiert die DNA von Josephine Hayden. Eine Explosion zerstört Haydon Technology und die Lebensqualität in Olympia.
Als einer von wenigen überlebt der Wissenschaftler Christian Rolsen das Unglück.
Um Zugang zu einem besseren Leben in der Stadt Demeter zu erhalten, wird die DNA der Kandidaten getestet und die „Besten“ werden ausgewählt.
Mit Hilfe des Transcoders versuchen Verbrecher, „ausgewählte“ DNA zu stehlen, um damit nach Demeter zu fliehen.
Die Attentäterin Michelle jagt im Auftrag der Regierung diese sogenannten DNA-Hacker.
Um seine Spielschulden zu begleichen, bricht ihr jüngerer Bruder Jackie bei Christian ein und stiehlt den letzten Transcoder.
Josephine Haydens Brüder Solemn und Abraham suchen nach dem Transcoder, um ihre Schwester damit zu heilen.
Abraham bietet Michelle Ausreisepapiere an, wenn sie Christian tötet.
Solemn tötet Jackie und zwingt Christian, Josephine mit dem Transcoder zu helfen.
Michelle kommt dazu und Josephine, Abraham und Solemn werden getötet.
Als der Transcoder auch Christians DNA mutiert, töten Michelle ihn und reist am Ende des Films nach Demeter ab.

## Comic
Im März 2008 erschien beim Verlag Bloodfire der erste Band des Comics DNA Hacker Chronicles, also bevor 2009 The Gene Generation als DVD herauskam.

## Rezeption
Auf Moviepilot erhält der Film 4,3 von 10 Punkte und wird von 124 Nutzern im Schnitt mit Uninteressant bewertet.